# Concile d'Antioche (379)
Pour les articles homonymes, voir Concile d'Antioche.
Le concile d'Antioche de 379 est un concile régional qui se réunit autour de 153 évêques. Les principales personnes présente furent Mélèce Ier d'Antioche, Eusèbe de Samosate, Pélage de Laodicée, Zénon de Tyr, Diodore de Tarse, Grégoire de Nysse. 
Les actes du concile sont en grande partie perdus, mais les évêques, principalement orientaux, se mirent d'accord pour adhérer à l'enseignement de Damase Ier et des évêques occidentaux.